# Stellan Nilsson
Stellan Nilsson (22 de maio de 1922 - 27 de maio de 2003) foi um futebolista sueco. 

## Carreira
Henry Carlsson fez parte da geração de medalha de ouro sueca de Londres 1948. E ele competiu na Copa do Mundo FIFA de 1950, sediada no Brasil, na qual a seleção de seu país terminou na terceira colocação.

## Ligaçoes Externas
- Perfil na Sports Reference